# 者阴山战役
者阴山战役，中方称为一七工程，是中国人民解放军陆军第十一军对者阴山的越南人民军据点发起的进攻战。

## 背景

### 老山战役
1984年4月2日，昆明军区命令陆军第14、第11军分别攻占老山与者阴山主峰。其中，身为甲种师的陆军第40师与陆军第31师分别担任老山与者阴山的主攻。

### 者阴山地形
者阴山位于云南省麻栗坡县杨万乡当面，为中边境9号界碑地区，属喀斯特地貌，山脉东北西南走向。1052.4、1142、1250高地比较突出。各高地比高300至700米，坡度30至65度，北陡南缓。石灰岩溶洞较多，便于屯兵和存放各种作战物资；植被为灌木丛林和茅草（草高1.5米以上），路少沟深，山势险峻，易守难攻；该地区温差变化大，上午多为浓雾笼罩，视度较差，雨天能见度10--50米。越军占领的各要点能瞰制中国杨万乡纵深公里以上，又掩护江利以南地区的安全，有一定的战略地位。

### 越南人民军部署
者阴山地区为越安明县独立第3营、县队第6连、105公安屯、887团5营（欠6连）、特工第21营一部及安明县军指侦察队、青年冲锋队据守。部署是：1250高地为安明县3营1连和2连1排，连带一排队防守，连部设于11号高地；12号高地及2排防守；1142高地为安明县第3营指挥所带直属队、营属火力连（4连），营指挥所设于1142高地东南侧；1185高地为2连2排，连部及3排在1036高地；1519高地为青年冲锋队两个班；布龙有县队6连一部；961高地为青年冲锋队一部两个班；那腊后山为青年冲锋队一部及105公安屯两个班；江利为105公安屯和安明县6连一部防守；柴山堡、新寨为县中队6连一部和县军侦察队40余人，并设有营仓库和卫生所；特工21营2连一部在那经；河宣省军指8774团5营及炮兵第25营2连配置在1036高地及以南地区，营指位于班蒙，与安明县独立第三营形成完整的防御体系。攻击发起后，者良8774团6营、河江314师818团、箐门247团2营曾向该地区增援。
1052.4、1142、1250高地、11、41号高地为越军主要防御支撑点，均筑有3—4米堑壕，部份有掩盖，并有100余个钢筋混凝土预制件工事和土木结构地堡、掩蔽部（1250高地有25个），均以堑壕、交通壕相连接；1142高地北侧有一道宽2米深1。8米的交通壕直通通250高地，可机动兵力、兵器和通行骡马。在各据点设有种类多、密度大的防步兵雷场，一列桩铁丝网及陷阱，构成了多层障碍区，形成坚固阵地防御体系。
1052.4高地配置有82迫击炮2门，60迫击炮4门，高射机枪2挺、重机枪2挺、轻机枪3挺、40火箭筒3具；1142高地、11号高地配置有82迫击炮4门、60迫击炮3门、75无后坐力炮1门、高射机枪3挺、重机枪1挺、轻机枪5挺、40火箭筒8具；41号高地配置有82迫击炮4门、60迫击炮4门、苏制冰雹式单管火箭2具，高射机枪2挺、重机枪6挺；1250高地配置有82无后坐力炮2门、60迫击炮2门、75无后坐力炮1门、高射机枪、重机枪各2挺、轻机枪4挺、苏制冰雹单管火箭2具。形成了正倒、侧斜、远近、明暗相结合的多层次火力网。

### 中国人民解放军部署
陆军第11军31师在军炮团（欠第3营）、坦克团1个排、炮兵指挥连气象排的配合下，于4月30日15时前攻占120、1142、1052.4、1185高地，尔后转入防御，抗敌反冲击，坚守阵地。
第31师集中兵力兵器，采取两翼实破，向心攻击，穿插分割，边打边围的战术手段，从1250高地和1052.4高地北侧突破。主力向1250、1142高地，新寨方向实施主要攻击；一部分兵力向1052.4、629高地，尔后依托三要点，居高临下，向1142高地、山堡、新寨攻击。歼灭该地区越军后，视情况向1036高地和江利方向发展进攻。
步兵第93团（加强91团100迫击炮连），师工兵连（欠1个排），师防化连第3排（欠9班）、4排，喷火第14、15班，军坦克团1连1排，担任主攻。在1250高地北侧树林至11号高地西北侧无名高地占领出发阵地，集中主要兵力兵器在9号高地和1250高地东北侧实破，主力向1250、1142高地和新寨方向实施主要攻击；1个营由1171、1242、1185高地向柴山堡方向穿插，依托1185高地占领有利地形，形成对内对外正面，断敌后路，阻敌增援；一部兵力在26号高地展开向24号高地、柴山堡方向攻击，在92团协同下全歼1250高地、1142高地、柴山堡、新寨地域之越军。尔后留1个营兵力在9号高地、1250、1142、1185高地、新寨地域内依托要点，抢修工事，抗敌反扑。其余兵力撤至201号高地北侧地区隐蔽待命。待防御稳定后，由92团3营接替阵地，完成坚守心御任务。
步兵第92团（欠1营1、3连，机枪连，3营7、8、9连，机枪连）加强师防化连第4班，喷火第13班，担任助攻。在995.5高地西南侧、12号高地西北侧小路一线占领进攻发阵地。集中主要兵力兵器，在995.5高地东北侧突破，向1052.4高地实施主要攻击。一部分兵力由12、14、15号高地向1052.4、929高地进攻。1个连由1047、836高地向662高地、39号高地穿插，占领有利地形，断敌退路，阻敌增援。全歼1052.4、929高地地域之越军后，以1个连兵力控制该地区，1个连为预备队，1个连向929高地北侧展开，由36号高地向918高地、柴山堡方向攻击。攻占918高地后，以一部兵力控制该高地，形成对内对外正面，阻敌地援，防敌逃窜；主力向柴山堡方向发展进攻，配合93团歼灭柴山堡、新寨地区越军；尔后以1个连兵力防守12号高地，1052.4、929高地，其余撤至那宾、江铳地区隐蔽待命。
92团1营（欠2连、炮连）、3营（欠炮连）为师预备队，配置在牛皮厂、老牛地区。攻击发起后，一上那社、204号高地向前机动，随时准备支援93团和92团2营战斗或执行临时任务；3营担任防御作战或临时作战任务。
师炮群由两个炮兵分群编成。第一炮兵分群师炮兵团122榴弹炮1、2营，85加农炮1个连、107火箭炮1个连，130火箭炮1个排编成，在新寨、安拉、新寨至犀牛堡之间公路转弯处地域占领发射阵地，群指在1120号高地开设；第二炮兵群由军炮兵团（欠85加农炮营）编成。在犀牛堡、光浪地域占领发射阵地，群指在1120高地开设。
炮兵群于步兵向第二集结地域开进前24小时占领发射阵地，排护部队开进、展开，准备支援步兵战斗。
高炮营第一连分别在犀牛堡、1120高地、龙林占领发射阵地，负责师指挥所、师炮兵群和后指的对空安全。
运动保障队，由师工兵营机械连编成，配置在新寨附近，随时准备抢修新寨至长田，龙林至杨万的道路，保证运输道路的顺畅。
工兵预备队，由工兵连一排编成，随本连行动，待通路开辟后，由师掌握，准备执行临时任务。
防化预备队，由师防化连3排（欠7、8班）编成，防化连长任队长。配置在1120高地西北400米地区，负责师指挥所及主要方向部队的防化保障，并准备接替受损分队和执行临时任务。
师指挥所在1118高地，观察所在1043高地开设。师后方指挥所在铳干。

## 过程

### 中方准备
1984年4月2日，31师奉命对者阴山越军实施炮击，持续28天，摧毁了部分工事、营房和武器、弹药。4月17日晚，师在者阴山正面分东西两线进行佯动，制造次日拂晓攻击者阴山的假象，使其造成错觉，并消耗其有生力量。4月29日4时至6时，步兵团各分队到达第二集结域。11时40分，93团6连3排攻占了1519高地；师侦察连二排秘密占领了1043高地、80号高地。
4月29日，随着进攻发起，6时40炮火准备开始，93团1营在1250高地北侧开辟了一条通路，92团2营在995.5高地北侧和1052.4高地北侧各开辟了一条通路（93团查明1142高地西北侧无名高地无雷区，不需开辟通路）。两翼穿插分队分别从1171、1047高地向预定目标穿插。7时10分，92团2连攻占39号高地。7时20分，93团4连攻占1185和1216高地，5连由1185高地向26号高地攻击，基本达成对安明县独立第3营的合围。7时22分、92团5连攻占了12号高地，93团向11号高地前沿两无名高地发起攻击，92团6连、5连和13团一连炮兵射击效果提前发起攻击，7时27分，先后占领1052.4高地，14、9、10号高地。
4月29日19时40分和20时，92团2营和2连从中铜厂，93团从包包上，铳选、红朝洞出发，分别向进攻出发阵地开进。30日6时40分前，除93团9连3排和5连1排外，分别占领进攻出发阵地完毕。93团2营穿插先头和92团2连先头分别进至1171高地区性1047高地，两炮群已于步兵占领进攻出发阵地前24小时期做好一切射击准备，师和93、92团指挥所先后在1118高地、201高地、968高地北侧无名高地工设完毕。

### 柴山堡穿插
步兵第93团2营，在收复者阴山战斗中担任穿插任务。奉命从10号界碑经1171、1242、1185高地插至柴山堡地区，截断越军退路，阻击越军增援，保障师主力全歼者阴山地区之越军。
2营组成三个梯队，在炮火准备前以一部兵力秘密占领5号和4号高地西北侧无名高地，打开口子；炮火准备时，向1185高地实施强行穿插，占领1185高地后，形成对内对外正面。尔后，以一个连兵力继续向26、24号高地、柴山堡方向发展进攻。2营确定部署后，组织班以上干部4次进行抵近侦察，在沙盘上进行预想情况的方案推演，组织渗透侦察，控制要道，创造穿插条件。该营到达第二集结地域后，营长带领第4连有关人员，利用大雾，再次渗透至1171号高地北侧150米处侦察，进一步查清了穿插路线，并扫清了沿途的障碍。6连3排和高机5、6班，提前攻占了1519高地，秘密占领了4、5、7号高地，为穿插做好准备。29日19时40分，2营从上八以北集结地域出发，按照4连、营指、5连、6连的序列向穿插口子运动。30日4时50分，4连进至于171高地北侧150米，由于正面攻击部队未至位，团指挥所令停止前进。
5时20分，营令6连4班占领1171高地及东侧无名高地，4连向预定目标穿插。6时20分，由于雾大，4连走偏方向，5连以一个排占领1242高地西侧无名高地展开，掩护四连向1185高地攻击。当5连正在组织战斗时，4连判明方向，即后卫变为前卫，继续向目标穿插。
6时40分，炮火准备开始，2营加快穿插速度。5连进至1242高地西北侧时，遭敌火力阻拦。营即令82迫击炮对1185高地西南侧3个无名高地进行射击，支援4连战斗。4连3排占领了1242高地，主力从高地东侧向1185高地发起冲击，1班向1185高地西南侧攻击，副班长带1个组搭人梯从陡壁攀登上1185高地主峰，占领后下达“各组散开”的口令，故意虚张声势。2排（欠6班）在1185高地西北侧展开，采取互相掩护分组跃进的动作，向1185高地西南侧3个无名高地攻击，排长负重伤，4、5班积极配合，以火箭筒摧毁敌火力点2个，7时38分攻占1号无名高地。1班由东向西，2排（欠6班）由西向东两翼卷击，相继攻占了2、3号无名高地。
6连3排按协同信号，7班占领1216高地，8班1个组坚守1519高地，两个组进至1519高地南侧无名高地。5连2排进至1185高地西北侧，主力进至1185高地北侧；6连主力进至1242高地北侧。
7时30分，炮火延伸，正面攻击分队发起攻击，营令5连在1185高地西侧无名高地展开，由26、24号高地向柴山堡方向发展进攻。5连受领任务后，2排迅速在26号高地东南、东北侧展开，向26号高地发起冲击，1、3排在2排后跟进；6连（欠2、3排）进至1185高地北侧。5连2排在排长马平带领下，猛打猛插，36分钟就攻占了26、24号高地。马平令4班坚守24号高地，自带5、6班分两路向柴山堡方向攻击。当进至柴山堡越军营区时，马平接近营房用火箭筒摧毁敌火力点，尔后冲入营区，被越军附有炸药的定向地雷爆炸时抛到20米外壮烈牺牲。9时40分，5连调整部署，1排向1142高地东南侧无名高地攻击，3排向柴山堡攻击，2排在24号高地坚守。9时55分，营令6连跟随5连，准备接替5连任务；6连1排在副连长带领下，向柴山堡方向运动。10时11分，5连攻占柴山堡地区，转入搜索。10时27分，越军877团第5营7连和8连一部向1250高地前进，进至26号高地东南公路一线，6连部份兵力立即占领有利地形，连长边组织战斗边请求支援。越军见兵力火力较弱，即兵分三路，企图合围，此时，营令6连9班跑步进至1185高地南侧，2排速进至1185高地南侧；4连1个组进至991高地北侧无名高地切断增援越军退路，四面同时开火，激战31分钟，毙敌54名，俘虏2名。
2营攻占1185高地、26号高地、柴山堡地区表面阵地后，转入搜剿。4连对1185高地及其西南无名高地搜剿，5连对柴山堡地区搜剿。17时30分，又歼灭越军167名，俘虏10名。
此次战斗，2营共占领17个高地，粉碎越军1个多连的增援，毙越军167名，俘虏10名，缴获武器弹药及军用物资一批。2营阵亡9人，伤23人。5连荣获“者阴山英雄穿插连”称号。

### 塘莫地区战斗
塘莫地区（1052.4高地）为者阴山越军右翼要点，由安明县独立第3营3连两个加强排防守。步兵第92团2营奉命集中主要兵力从1052.4高地西北侧突破，首先歼灭1052.4高地及东北侧诸无名高地越军，尔后向929高地、柴山堡、新寨发展进攻，配合主力全歼者阴山地区越军。2营6连加强4连1排及第4班、团工兵排两个班，配属无后座力炮5门，重机枪4挺，喷火器具3具，担任主攻。
4月30日6时40分，5、6连分别占领了进攻出发阵地。7时，6连2排进至1052.4高地西侧80米突出部，1排进至1052.4高地西南侧100米山背，在1052.4高地西侧和西南昌侧各开辟了一条通路；爆破分队在1052.4高地和东北侧无名高地之间开辟了一条通路。5连1排进至14号高地前沿150米处，突破12号高地西侧第一道堑壕，7时许攻占了该高地。6连和5连1排利用炮火袭击的效果发起攻击。
7时23分，6连攻占1052.4高地，5连1排进至14号高地80米处，3排在12号高地防御，主力由不14、12号高地南侧小路向柴山堡方向搜剿；6连在1052.4高地、塘莫、阴洞组织搜剿。9时34分，4连（欠7、8班）在1052.4高地加入战斗，向929、918高地攻占了918高地。此时，93团已占领柴山堡、新寨，4连在918高地转入搜剿。11时30分，部队转入防御。
7时40分，4连3排（欠9班）开始由995.5高地向929高地穿插，因雾大，在929高地偏离方向，由662高地进至685高地（江利公安屯），在距离高地300米处展开发起攻击，毙敌军26名，3排阵亡2人。因越军人数多而解放军人数少，与其形成对峙，于17时回撤。
此次战斗，共毙越军76名，俘虏3名，缴获各种武器、弹药一批。

### 收尾
10时30分，93团5连攻占了柴山堡、新寨，转入搜剿，此时，1250高地已成为安明县独立第3营1个独立的最后据点。93团1营调整了攻击部置，在8连主力侧后配合下。再次向1250高地发起进攻。10时27分，越军877团7连和8连一部1250高地增援，进至26号高地东南侧公路一线，93团6连部分兵力占领26号高地有利地形，4连一部从1185高地前出至西南侧450米无名高地，切断越军退路，在6连一部的配合下，毙敌54名，俘敌2名，粉碎了越军增援企图。93团1营在8连主动配合下，于12时15分攻占了1250高地。至此，部队转入全面搜剿，扩大战果。16时2分，侦察连2排占领82号高地，16时12分攻占了961高地。
5月1日16时15分，92团2连攻占江利公安屯；5月6日7时30分，师侦察连2排在两个步兵班的配合下攻占了那腊后山。至此，者阴山进攻战斗结束，毙越军大尉以下550名，俘敌18名。缴获60毫米口径以上火炮19门，各种枪151支（挺）及军用物资一部。

## 意义
战后不久，《解放军报》就发表了记者采写的战地通讯《代价小战果大，奥秘何在？——者阴山前线访指挥员廖师长》，迅速传遍神州大地。廖锡龙一战成名，荣立战功，成为解放军新一代涌现出的优秀将领。者阴山作战后仅十多天，军委就发布命令，晋升廖师长为第11军副军长。
者阴山和同期规模更大的老山战役同期进行，故此关注度较小。由于者阴山地处在1887年中法两国签订《续议界务专条》的中方领土，中方在1993年陆地边界谈判中得到了该地的主权并控制至今，该地附近现为茶叶种植基地。
由于战争期间，中越双方为防止对方渗透，均在边境大量埋设地雷。2015年11月3日，中越边境云南段正式启动大规模排雷行动，以永久解除地雷隐患，者阴山成为此次排雷行动的重点之一。

## 战后被授予荣誉称号的个人与单位

### 个人
- 马平，“战斗英雄”荣誉称号
- 尹怀忠，“战斗英雄”荣誉称号
- 安忠文，“战斗英雄”荣誉称号

### 单位
- 者阴山英雄连：陆军第11军31师93团9连

- 者阴山钢刀连：陆军第11军31师92团2连

- 者阴山穿插英雄连：陆军第11军31师93团5连